# Коза (Порденоне)
Коза је насеље у Италији у округу Порденоне, региону Фурланија-Јулијска крајина.
Према процени из 2011. у насељу је живело 352 становника. Насеље се налази на надморској висини од 83 м.